# Mateiros
Mateiros là một đô thị thuộc bang Tocantins, Brasil. Đô thị này có diện tích 9591,543 km², dân số năm 2007 là 1737 người, mật độ 0,18 người/km².